# 労働時間指令
欧州連合労働時間指令（Working Time Directive 2003, 2003/88/EC）とは、EU法における指令のひとつ。本法ではEU圏内労働者に対し、年に最低4週間の休日、休憩時間、24時間中において11時間の休憩を得る権利を与えている。さらに夜間労働を規制し、1週間以内に休みを与え、週あたり労働時間は48時間を超えない権利を与えている。
本法は2000年に、1993年の旧法の改定として公布された。指令の目的は人々の健康と安全を守ることであり、過度の労働時間はストレス、うつ病、病気の主な原因として挙げられているためである。
この指令には、すべてのEU加盟国で従う必要がある。第6条の48時間規制については各国で免除可能であるが、それ以外は強制規定である。イギリス、マルタでは免除を適用した。

## 内容
本指令における夜間とは、各国の法で定められる7時間以上の時間帯（午前0-5時までを含む）を指す(Article 2.3)。

### 休憩
- Article 3 – 一日における休み。24時間ごとに11時間連続して休まなければならない（勤務間インターバル）。
- Article 4 – 6時間ごとの休憩時間。法律または労働協約により定められる。
- Article 5 – 週あたり24時間中断されずに休むことができる（週休）。技術的、組織的、または仕事上の理由によって免除可能。

### 稼働週
- Article 6 - (b).平均労働時間は各7日間につき、時間外労働を含め48時間を超えてはならない。
- Article 22 - Article 6を免除できるケースは、
  1. 労働者個人から同意を得ること
  2. 同意しないことを理由として、労働者が不利益を被らないこと
  3. 使用者はすべての労働者の最新記録を保持すること
  4. その記録は政府の処分に使用され、政府は禁止・制限を行うことができる
  5. 使用者は同意者についての情報を、政府に要請に応じて提供する

### 有給休暇
- Article 7 – 少なくとも4週間の年間休暇（フルタイムならば20日換算）。最低日数分を手当で買取ることはことはできない。
- Article 17 - 各加盟国は第3条、第6条、第16条について、執行役員その他の自主的な意思決定権限を有する管理職、家族労働者、宗教指導者らについては免除することができる。

### 夜間作業
- Article 9 – 夜間労働者のための無料健康診断。
- Article 12 – 夜間労働者およびシフト勤務者への健康保護措置。

## 欧州連合基本権憲章
欧州連合基本権憲章においては労働基本権を定めている。本法はその理念を具体的に定めるものである。